# Port-de-Paix
Port-de-Paix, in creolo haitiano Pòdpè, è un comune di Haiti, capoluogo dell'arrondissement omonimo e del dipartimento del Nord-Ovest.
È stato il maggior centro di esportazione di banane e caffè.
Alla zona intorno alla città fu dato il nome di "Valparaíso" da Cristoforo Colombo dopo che vi approdò il 6 dicembre 1492, ed ancora presenta vari luoghi e spiagge che possono costituire un'attrattiva. Un traghetto la collega all'isola di Tortuga.
La città fu fondata nel 1665 da filibustieri francesi, spinti via dall'isola di Tortuga dagli occupanti inglesi. Nel 1679 la città vide la prima rivolta di schiavi neri. La zona visse un periodo florido durante il XIX secolo, ma nel 1902 la città fu quasi interamente distrutta da un incendio e non ritornò più allo stato originale.
Port-de-Paix è anche il capoluogo dell'Arrondissement di Port-de-Paix, che comprende quattro comuni: Port-de-Paix, Bassin-Bleu, Chansolme e l'Isola di Tortuga.
È sede vescovile cattolica.

## Media
- Le Novateur

### Radio
- Radio 4VTS FM
- Radio Balade FM www.radiobalade.com
- Radio Cascade FM a Chamsolme
- Radio Etincelle
- Radio Melodie FM
- Radio New Star
- Radio Planete FM
- Radio Sonic
- Radio Television du Nord-Ouest
- Radio Universelle
- Voix de la Paix